# Nguyên Huệ Tông
Nguyên Huệ Tông (chữ Hán: 元惠宗; 25 tháng 5, 1320 – 23 tháng 5, 1370), tên thật là Thỏa Hoan Thiết Mộc Nhĩ (妥懽貼睦爾; tiếng Mông Cổ: ᠲᠤᠭᠤᠨᠲᠡᠮᠤᠷ, Chuyển tự Latinh: toγan temür, chữ Mông Cổ: Тогоонтөмөр), Hãn hiệu Ô Cáp Cát Đồ hãn (烏哈噶圖汗; tiếng Mông Cổ: ᠤᠬᠠᠭᠠᠲᠤ 
ᠬᠠᠭᠠᠨ, Chuyển tự Latinh: uqaγatu qaγan, chữ Mông Cổ: Ухаант хаан), là vị Hoàng đế thứ 11 và là cuối cùng của triều đại nhà Nguyên trong lịch sử Trung Quốc.
Là con trai trưởng của vua Nguyên Minh Tông, ông lên ngôi sau một loạt biến cố cung đình do cái chết đột ngột của em trai Nguyên Ninh Tông. Ông cũng là vị Hoàng đế người Mông Cổ cuối cùng cai trị Trung Quốc và đã tại vị 36 năm trên lãnh thổ Trung Hoa. Năm 1367, ông để mất đất Giang Nam về tay thủ lĩnh quân Khăn Đỏ Chu Nguyên Chương, chỉ còn cai trị Hoa Bắc. Một năm sau đó Chu Nguyên Chương lập ra nhà Minh rồi đưa quân đánh chiếm Đại Đô, buộc Nguyên Huệ Tông phải tháo chạy về Thượng Đô, kể từ đó ông chỉ còn là vua ở miền đất Mông Cổ. Nguyên Huệ Tông là một vị Phật tử thuần thành của đạo Phật giáo Tây Tạng.
Ông có miếu hiệu là Huệ Tông, nhưng sách sử Trung Quốc vẫn hay gọi ông là Nguyên Thuận Đế (元順帝), đôi khi còn là Chí Chính Đế (至正帝) hoặc Canh Thân Đế (庚申帝).

## Trước khi lên ngôi
Sinh vào ngày 17 tháng 4 (âm lịch) năm Diên Hựu thứ 7 (1320) thời Nguyên Nhân Tông, Thỏa Hoan Thiết Mộc Nhĩ là con trai cả của Nguyên Minh Tông Hòa Thế Lạt. Ông chào đời lúc cha mình còn là một vị Thân vương đang trấn thủ ở Trung Á, nơi thuộc địa phận của hãn quốc Sát Hợp Đài. Mẹ của ông tên là Mại Lai Địch, là người thuộc bộ tộc Cát La Lộc.
Vào năm Thái Định thứ 5 (1328), sau khi Thái Định Đế qua đời, nội chiến trong hoàng gia bùng phát. Sau khi phe của chú ông là Đồ Thiếp Mộc Nhi thắng trận, ông theo cha mình rời hãn quốc Sát Hợp Đài để trở về Thượng Đô. Tại đây, cha của ông được Đồ Thiếp Mộc Nhi tôn làm Hoàng đế, tức vua Nguyên Minh Tông. Nhưng sau khi Minh Tông bị Đồ Thiếp Mộc Nhi ngầm cho thân tín của mình là Yên Thiếp Mộc Nhi sát hại, Thỏa Hoan Thiết Mộc Nhĩ bị phe phái đối lập đày đến đất Cao Ly rồi sau đó lại lưu đày ông đến đất Quảng Tây. Trong thời gian ông bị lưu đày, người mẹ kế của ông là Bát Bất Sa bị xử tử. Hoàng vị được Đồ Thiếp Mộc Nhi kế nhiệm vào năm sau (1329), tức vua Nguyên Văn Tông.
Dù phải rất gian khổ để có được đế vị, Văn Tông lại chỉ trị vì đến năm 1332 thì băng hà. Lúc lâm chung, do hối hận về hành động giết anh cướp ngôi trước đó, Văn Tông bày tỏ nguyện vọng nhường ngôi cho con của Minh Tông và đáng ra Thỏa Hoan Thiết Mộc Nhĩ sẽ được nối ngôi, nhưng sau đó thừa tướng Yên Thiếp Mộc Nhi lại lập em trai cùng cha khác mẹ của ông là Ý Lân Chất Ban lên kế vị, đó là vua Nguyên Ninh Tông. Nguyên nhân một phần vì Thỏa Hoan Thiếp Mộc Nhi đang ở xa kinh thành, nhưng thực tế là do Yên Thiếp Mộc Nhi biết ông đã lớn nên sẽ khó khống chế, lại đang nghi ngờ hắn đã giết cha mình nên sợ bị trả thù. Sự toan tính này của Yên Thiếp Mộc Nhi sớm đi vào ngõ cụt khi bản thân Ninh Tông sau đó cũng băng hà sớm khi mới ở ngôi được 43 ngày, lúc đó chỉ mới 6 tuổi.
Hoàng thái hậu Bốc Đáp Thất Lý lâm triều, Yên Thiếp Mộc Nhi có ý muốn tôn con trai Văn Tông là Yên Thiếp Cổ Tư làm hoàng đế. Thái hậu nói: "Thiên vị quan trọng biết mấy, con của ta còn nhỏ tuổi sao có thể đảm nhận. Thỏa Hoan Thiếp Mục Nhĩ ở Quảng Tây, năm nay đã 13 tuổi; lại là trưởng tử của Minh Tông, theo lễ có thể được lập". Nói xong, Thái hậu liền sai người đón Thỏa Hoan Thiếp Mộc Nhi ở Tĩnh Giang, rước về Đại Đô để làm vua. Dù không ngăn được Thỏa Hoan Thiếp Mộc Nhi lên ngai vàng, Yên Thiếp Mộc Nhi vẫn yêu cầu tân hoàng đế phải kết hôn và sắc phong cho con gái mình là Đáp Nạp Thất Lý làm Hoàng hậu, như một phần trong kế hoạch trừ khử ông sau này. Tuy nhiên, khi âm mưu giết Thỏa Hoan Thiếp Mộc Nhi còn chưa thành thì Yên Thiếp Mộc Nhi mắc bệnh chết vào tháng 5 năm 1333.
Tháng 7 năm Chí Thuận thứ 4 (1333), Thỏa Hoan Thiết Mộc Nhĩ đăng quang Hoàng đế vị, lúc đó ông chỉ mới 13 tuổi, cải niên hiệu thành Nguyên Thống (元統). Do còn ít tuổi, ban đầu ông được quyền thần Bá Nhan nhiếp chính để điều khiển chính sự.

## Sự cai trị

### Tranh giành quyền lực thời kỳ đầu
Vị hoàng đế mới đã phong em họ của mình là Yên Thiếp Cổ Tư làm hoàng thái đệ khi vị hoàng tử này được bảo hộ bởi Thái hậu Bốc Đáp Thất Lý, nhưng Huệ Tông lại bị kiểm soát bởi các quyền thần ngay cả sau cái chết của Yên Thiếp Mộc Nhi. Trong số đó thì Bá Nhan, người từng là đối trọng với gia tộc của Yên Thiếp Mộc Nhi, trở nên quyền lực không kém gì ông ta. Vị quyền thần mới này được nắm nhiều quyền hành lớn trong triều và đã ra tay đàn áp cuộc nổi loạn của con trai Yên Thiếp Mộc Nhi là Đường Kỳ Thế vào năm 1335, đồng thời xử tử hoàng hậu Đáp Nạp Thất Lý vì tội thông đồng. Trong thời kỳ cai trị của ông, ông thực hiện một số cuộc thanh trừng chính trị và cũng đình chỉ hệ thống khoa cử của đế quốc.
Sau khi Đáp Nạp Thất Lý bị xử tử, Bá Nhan đã bắt Huệ Tông lập cháu gái mình là Bá Nhan Hốt Đô làm hoàng hậu. Trước đó, Huệ Tông đã nảy sinh tình cảm với một cung nữ người Cao Ly có họ là Kỳ, người đã bị mang đến Trung Quốc vào khoảng cuối những năm 1320 như "vật cống phẩm" của các vị vua Cao Ly được yêu cầu cống nạp những phụ nữ Cao Ly xinh đẹp đến nước Nguyên để làm nô tỳ, cung nữ hoặc vợ lẽ sau chiến tranh Mông Cổ - Cao Ly. Nay Huệ Tông muốn lập Kỳ thị làm Đệ nhị hoàng hậu, điều hoàn toàn trái ngược với tiền lệ nhà Nguyên chỉ lập nữ nhân Mông Cổ làm chính thất và Đệ nhị hoàng hậu. Kỳ thị thân là người Cao Ly nên bị phản đối kịch liệt, do đó Huệ Tông phải trì hoãn kế hoạch này. Năm 1339, Kỳ thị sinh một Hoàng tử, Huệ Tông xác định lập hoàng tử này làm người kế vị để thuận lợi cho việc phong mẫu thân của đứa con này trở thành Nhị hoàng hậu vào năm 1340, trong khi Bá Nhan Hốt Đô vẫn là chính thất Hoàng hậu của ông.
Khi Huệ Tông trưởng thành và hiểu được tình hình chính sự, ông đã nhiều lần phản đối sự cai trị độc đoán của Bá Nhan. Mùa xuân năm 1340, ông liên minh với cháu trai của Bá Nhan là Thoát Thoát, người đang có mâu thuẫn với Bá Nhan, và trục xuất Bá Nhan khỏi triều trong một cuộc đảo chính. Ông cũng loại bỏ Yên Thiếp Cổ Tư và Thái hậu Bốc Đáp Thất Lý ra khỏi triều đình. Với sự giúp đỡ của Thoát Thoát, ông cũng mạnh tay thanh trừng các quan lại đã lũng đoạn chính quyền.

### Thời kì tự chấp chính

Lãnh thổ nhà Nguyên và các nước lân cận, thời Nguyên Huệ Tông, năm 1345.

Tháng 3 năm 1340, Nguyên Huệ Tông chính thức thâu tóm mọi quyền hành trong triều. Công việc đầu tiên của ông đó là trả thù cho cha và mẹ kế của mình. Cuối năm 1340, Huệ Tông đã hạ chiếu dỡ bỏ miếu thờ của Nguyên Văn Tông. Con trai của Văn Tông là Yên Thiếp Cổ Tư bị Huệ Tông truy lùng phải trốn sang Cao Ly, cuối cùng bị Huệ Tông sai người đuổi giết tại đó.
Mối thù trả xong, Nguyên Huệ Tông bắt đầu tái dựng một đất nước đang suy tàn và đã trải qua hơn hai thập niên biến loạn ở vị trí ngai vàng. Trong 25 năm từ khi Nguyên Thành Tông qua đời cho đến lúc Huệ Tông tại vị, triều Nguyên đã trải qua tới tám đời Hoàng đế. Ngay từ đầu ông đã đưa ra một số chính sách nhằm cải cách chính trị và phát triển giáo dục. Năm 1341, Nguyên Huệ Tông khôi phục lại chế độ khoa cử bị gián đoạn trong thời gian dài, cho xây dựng Quốc tử giám, tuyển chọn những Nho gia tài giỏi về dạy học và phò trợ triều đình, ngoài ra cũng cho thắp hương và trùng tu miếu Khổng Tử. Ông còn sai Thoát Thoát hoàn thành tất cả ba tác phẩm Liêu sử, Tống sử và Kim sử vào năm 1343. Đây chính là nội dung quan trọng trong chính sách văn trị mới của Nguyên Huệ Tông.
Với việc loại trừ Bá Nhan, Thoát Thoát đã sở hữu quyền lực lớn trong triều. Nguyên Huệ Tông phong ông làm Trung thư hữu thừa tướng, giao cho thực thi cải cách. Giai đoạn nhiếp chính đầu tiên của ông thể hiện một tinh thần tươi mới. Nhà chính trị trẻ tuổi này nhanh chóng cho thấy chính sách cai trị của mình là một thứ hoàn toàn khác so với Bá Nhan. Một niên hiệu mới của hoàng đế nhà Nguyên, Chí Chính (至正), đã cho thấy điều này. Nhiều nhân tài ở ẩn vào thời kì chính trị hỗn loạn khi trước đã quay lại kinh đô để phụng sự triều đình và hệ thống khoa cử quốc gia đã được phục hồi.
Do trung thư tả thừa tướng Biệt Nhi Khiếp Bất Hoa thường xuyên gièm pha mình với hoàng đế, Thoát Thoát bất ngờ xin từ quan với sự chấp thuận của Huệ Tông vào tháng 6 năm 1344, đánh dấu kết thúc thời kỳ nhiếp chính đầu tiên của ông. Một giai đoạn ngắn ngủi tiếp theo từ năm 1344 đến năm 1349 bắt đầu phát triển một chương trình nghị sự rất khác với Thoát Thoát. Năm 1347, hoàng đế buộc Thoát Thoát sang Cam Túc với sự hỗ trợ từ những cựu thần của Nguyên Minh Tông và Nguyên Thái Định Đế.
Nguyên Huệ Tông vẫn nuôi ý định chấn hưng đại nghiệp, nên đã bổ nhiệm một người cháu khác của Bá Nhan là A Lỗ làm Trung thư hữu thừa tướng thay cho Thoát Thoát. Ông còn phái người tuần hành trong thiên hạ để thấu hiểu tình cảnh dân chúng, tìm kiếm nhân tài, phế truất quan tham. Tuy nhiên, nhiều tuyên phủ sứ phụng mệnh tuần tiễu các tỉnh đã không làm theo ý chỉ của hoàng đế, lại còn nhân cơ hội này đục khoét dân chúng. Hơn nữa, bệnh dịch và thiên tai ngày càng trở nên trầm trọng trên khắp đế quốc, nhưng hai thừa tướng Biệt Nhi Khiếp Bất Hoa và A Lỗ đã thất bại trong việc giải quyết các vấn đề này. Tháng 8 năm 1349, nghe theo lời khuyên của Kỳ hoàng hậu, Huệ Tông gọi lại Thoát Thoát về kinh, bắt đầu một giai đoạn nhiếp chính thứ hai và rất khác của Thoát Thoát.

## Ngoại giao

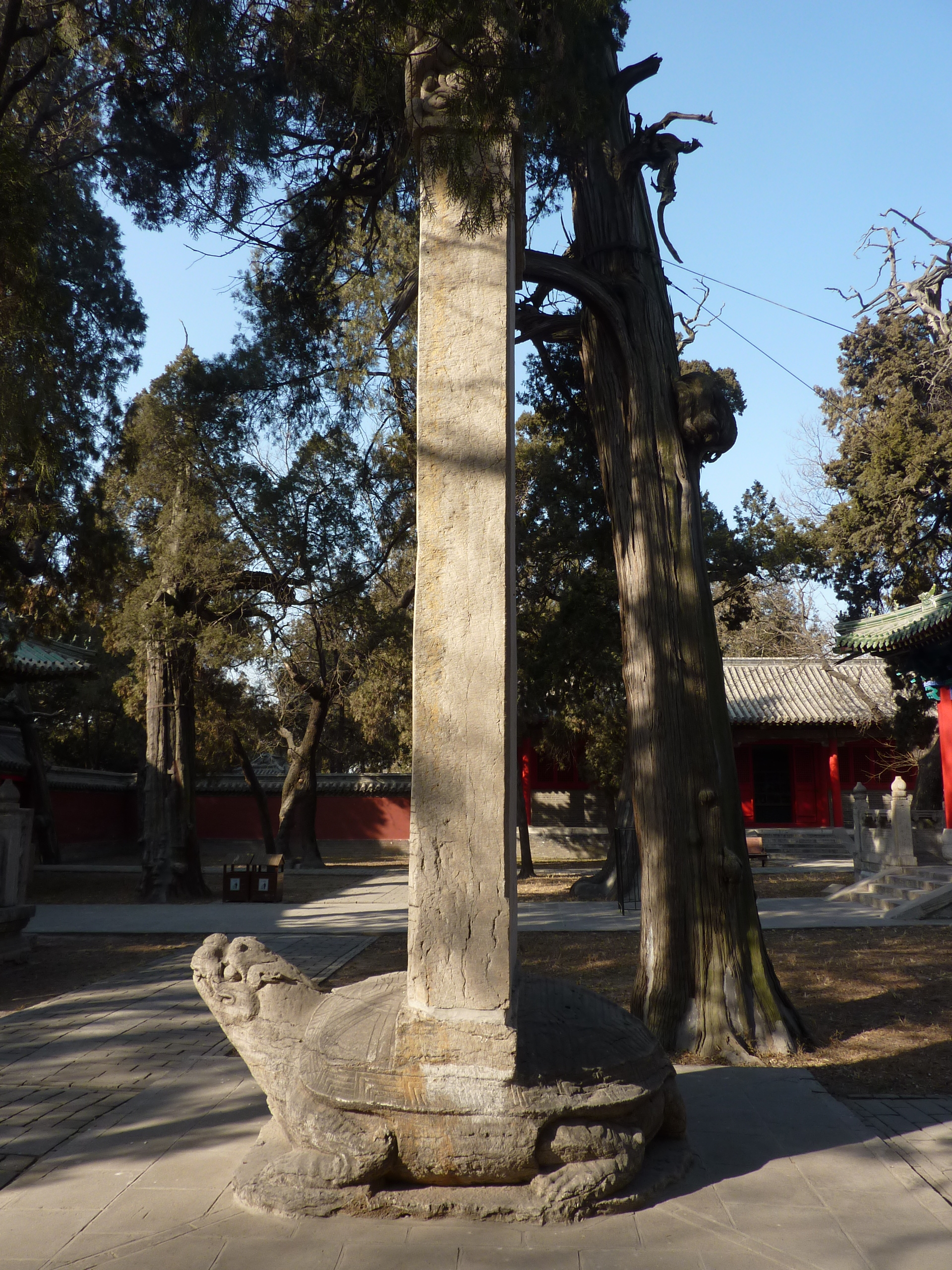
Chùa thờ Nhan Hồi ở Khúc Phụ được xây dựng lại vào năm Chí Chính thứ 9 (1349).

### Với Tòa thánh Công giáo
Giáo hoàng Gioan XXII và Giáo hoàng Bênêđictô XII đã cho thiết lập nhiều nhà thờ Công giáo trên khắp Đế quốc Mông Cổ, trải dài từ bán đảo Krym cho tới Trung Quốc đại lục trong giai đoạn từ năm 1317 đến năm 1343. Tổng giám mục Đại Đô Hãn Bát Lý, Giovanni da Montecorvino qua đời năm 1328. Với sự đồng ý của Nguyên Huệ Tông, đội vệ binh Asud có nguồn gốc Alan đã gửi thư thỉnh cầu Giáo hoàng Bênêđictô XII bổ nhiệm một vị giám mục đô thành mới. Năm 1338, giáo hoàng đã điều tới một đoàn sứ giả, dẫn đầu bởi Giovanni de' Marignolli, người đã ở Yên Kinh ba hoặc bốn năm. Phái đoàn sứ giả đã dâng tặng Huệ Tông các vật cống phẩm địa phương, trong đó có ngựa châu Âu loại tốt.

### Với Vương quốc Hồi giáo Delhi
Vào khoảng năm 1338, Sultan Muhammad bin Tughluq của Vương quốc Hồi giáo Delhi bổ nhiệm sứ giả Maroc Ibn Battuta đến để ngoại giao với Huệ Tông. Món quà mà vị sứ giả đã dâng lên Huệ Tông bao gồm 200 nô lệ người Hindu. Trên đồng bằng Doab, người Delhi bị tấn công bởi quân nổi dậy Hindu; kỵ binh hoàng gia đã giết chết tất cả 4000 quân nổi loạn trong khi hoàng gia mất 78 người lính, theo Ibn Battuta, những người đã tách ra, bị bắt hoặc trốn thoát nhưng bị giết bởi bọn cướp. Battuta cũng may mắn trốn thoát sang Trung Quốc. Tuy nhiên, Battuta cho biết khi ông đến Trung Quốc, Kaghan đã chết, nhưng đi xa hơn về phía bắc, thông qua Đại Vận Hà đến Yên Kinh, và cùng với người đồng hương của ông là Al-Bushri, Ibn Battuta được mời đến kinh đô nhà Nguyên của Huệ Tông trong vai trò là một sứ giả của Vương quốc Hồi giáo Delhi.

### Với Nhật Bản
Khi dân Cao Ly bắt được một chiếc tàu đánh cá Nhật Bản mà họ nghĩ là gián điệp, chính quyền Cao Ly đã gửi nó đến Huệ Tông. Ông sau đó đã chủ động trả tự do các ngư dân trên chiếc tàu đó trở về Nhật Bản. Đáp lại, Mạc phủ Ashikaga đã gửi một đoàn sứ giả do một nhà sư dẫn đầu sang Đại Đô để bày tỏ lòng biết ơn của mình.

## Rút chạy về Bắc

### Xung đột nội bộ

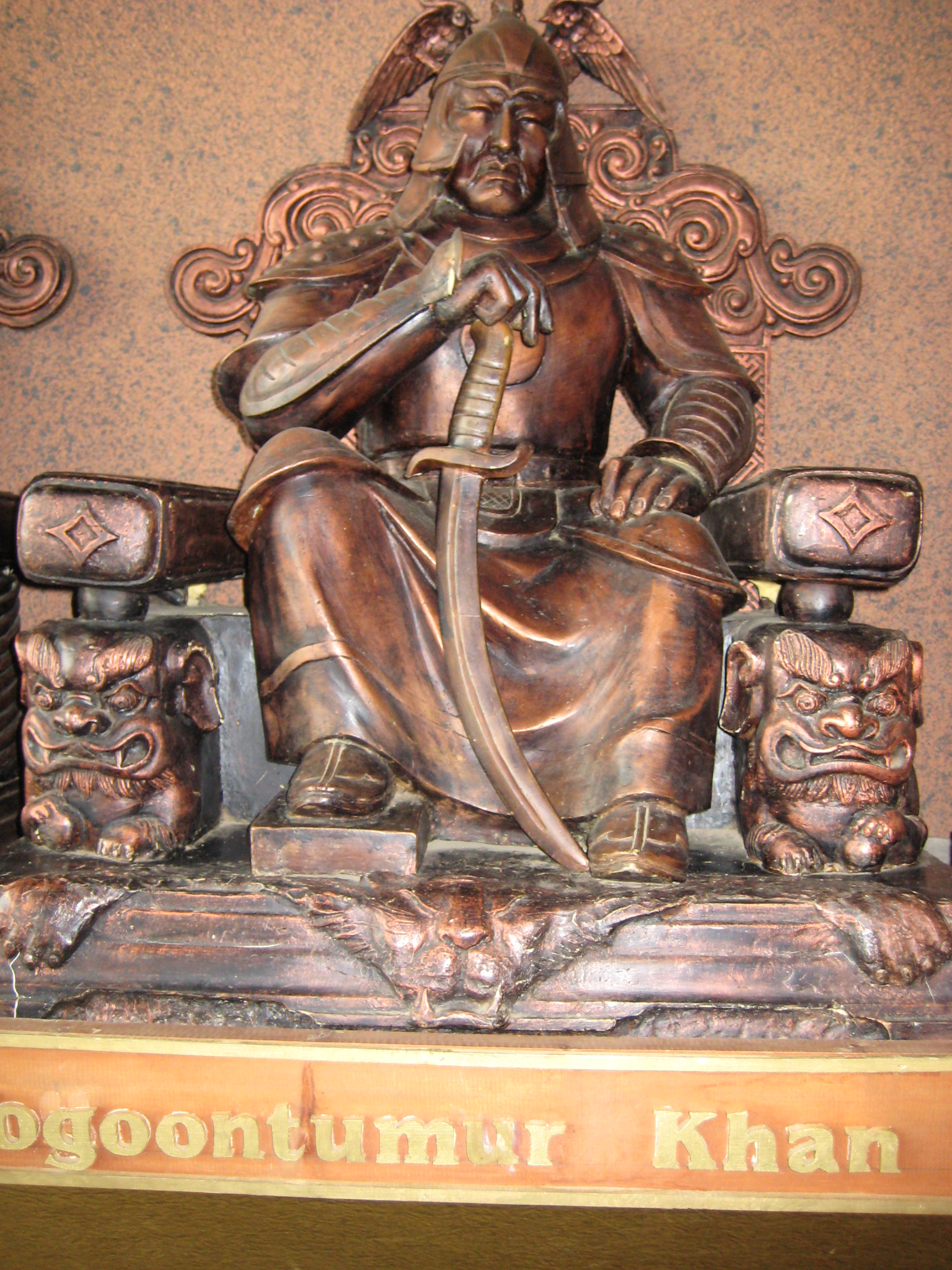
Tượng Nguyên Huệ Tông trong một khách sạn tại Ulaanbaatar, Mông Cổ.

Càng về cuối những năm làm vua, Nguyên Huệ Tông dần mất hứng thú với chính trị và không còn can thiệp vào những cuộc đấu tranh chính trị nữa. Ông giao hết triều chính cho Thoát Thoát, còn bản thân thì rút về hậu cung ăn chơi hưởng lạc, tiêu xài vô độ, còn ban thưởng hậu hĩnh cho các quý tộc, khiến cho ngân khố nhà nước ngày càng cạn kiệt, thu không đủ chi. Con trai của ông là Ái Du Thức Lý Đạt Lạp (Ayu Sridara), người đã trở thành Thái tử năm 1353, đã cố gắng nắm bắt quyền lực và dẫn đến xung đột với các quần thần của cha, những người điều hành chính trị thay Huệ Tông. Trong thời gian này quyền lực ngày càng được thâu tóm bởi Kỳ hoàng hậu. Bà có một khu vực đặc biệt dành toàn bộ tiền thuế cho việc sử dụng cá nhân của riêng mình, và bà trở nên nổi tiếng với thói tham nhũng và chi tiêu xa hoa cho các cung điện và hàng xa xỉ, khiến bà trở thành một nhân vật đáng ghét. Bản thân ở Cao Ly, gia đình của Kỳ hậu, tất cả đều lấy được những vị trí có ảnh hưởng nhờ quyền lực của bà, đều bị oán ghét vì thói tham nhũng của họ. Một thượng thư đã lên tiếng chỉ trích sự chuyên quyền của Kỳ hậu, do đó hai bên xảy ra mâu thuẫn, thậm chí cả hai đã thuyết phục Ái Du Thức Lý Đạt Lạp trừ khử nhau. Huệ Tông không thể hòa giải tranh chấp, nhưng quyết định xử tử vị thượng thư đó. Năm 1365, sau khi Bá Nhan Hốt Đô qua đời, Huệ Tông cuối cùng đã phong tước cho Kỳ hậu lên thành Đệ Nhất hoàng hậu và thông báo rằng con trai họ sẽ là người đầu tiên trong dòng được kế vị.
Năm 1364, một tướng lĩnh ở Sơn Tây là Bột La Thiếp Mộc Nhi mượn danh nghĩa "thanh quân trắc" vào triều, chiếm đóng Đại Đô Khanbaliq và trục xuất Hoàng Thái tử khỏi cung điện mùa đông. Thái tử buộc phải chạy đến chỗ tướng Khoách Khuếch Thiếp Mộc Nhi. Ông phái quân giúp Thái tử, nhưng không thành công. Sang năm 1365, Khoách Khuếch lại cất quân thảo phạt Bột La, Nguyên Huệ Tông lừa giết được Bột La. Khoách Khuếch phò tá Thái tử trở về, được phong Thái phó, Tả thừa tướng. Khoách Khuếch tuy công cao, nhưng chịu nhiều sự nghi kỵ trong triều. Ông sống nơi quân ngũ đã lâu, cũng không muốn ở lại, nên xin ra ngoài. Hai tháng sau, Khoách Khuếch dâng tấu xin triều đình cho đi bình định vùng Giang, Hoài. Huệ Tông cho phép, phong ông làm Hà Nam vương, tổng lĩnh binh mã cả nước, thay Hoàng thái tử xuất chinh, được đem theo một nửa số quan viên trong triều.
Không lâu sau, trong lúc bàn kế hoạch chinh phạt cuộc khởi nghĩa Khăn Đỏ ở Giang Nam, Khoách Khuếch có mâu thuẫn với bốn tướng quân ở Hoài Nam là Lý Tư Tề, Trương Tư Đạo, Khổng Hưng, Thoát Liệt Bá do bọn họ năm xưa cùng khởi binh với cha ông là Sát Hãn Thiếp Mộc Nhi, cậy mình ở vai cha chú nên không phục, còn công khai chống lại ông. Khoách Khuếch Thiếp Mộc Nhi cũng dựa vào quyền tổng lĩnh binh mã cả nước của mình, lệnh cho em là Thoát Nhân Thiếp Mộc Nhi đưa quân đến Tế Nam đề phòng quân phiệt Chu Nguyên Chương ở phía nam, còn mình tự cầm quân đánh dẹp bọn Tư Tề. Đôi bên giằng co mấy năm vẫn không có kết quả. Huệ Tông yêu cầu đôi bên phải giảng hòa, Khoách Khuếch tuy đưa quân về phía đông, lại ngầm phái Mạch Cao xâm nhập Hà Trung, hòng lật đổ sào huyệt Phượng Tường của Tư Tề. Nhưng thủ hạ của Mạch Cao phần lớn là người cũ của Bột La, liền xúi Mạch Cao phản lại Khoách Khuếch, tập kích Vệ Huy, Chương Đức rồi vào triều đổ tội cho ông.
Trước đây khi chạy trốn Bột La để nương nhờ Khoách Khuếch Thiếp Mộc Nhi, thái tử từng muốn bắt chước Đường Túc Tông ngày trước lên ngôi tại Linh Vũ, nhưng Khoách Khuếch phản đối hành động này. Từ đó, Thái tử ngậm hờn, mà vua Huệ Tông cũng nghi ngờ ông. Đến nay, triều thần lại đàn hặc ông có tội cứng đầu, Huệ Tông thì miễn chức thái phó, trung thư tả thừa tướng của Khoách Khuếch, lệnh cho ông quay về thực ấp Nhữ Nam, phân chia quân đội của ông cho các tướng; Thái tử thì tự nắm lấy binh quyền, ra mặt đề phòng Khoách Khuếch. Khoách Khuếch nhận chiếu, lui quân về Trạch Châu, bộ tướng Quan Bảo của ông cũng về với triều đình. Triều đình ban chiếu cho bọn Lý Tư Tề ra khỏi cửa quan, cùng Mạch Cao hợp công Khoách Khuếch, lại phái Quan Bảo đồn thú ở Thái Nguyên. Khoách Khuếch Thiếp Mộc Nhi căm giận, đưa quân chiếm Thái Nguyên, giết sạch quan lại mà triều đình cắt đặt. Huệ Tông bèn cắt hết quan tước của Khoách Khuếch, lệnh cho binh mã các nơi thảo phạt ông. Nội bộ triều Nguyên bấy giờ đã rối loạn trầm trọng, khiến nội lực ngày càng suy yếu, dẫn đến việc trở nên thất thế khi đương đầu với nghĩa quân của Chu Nguyên Chương sau này.

### Mất kiểm soát Cao Ly
Bắt đầu từ triều vua Cao Ly Nguyên Tông (1260-1274) (Wŏnjong, 원종, 元宗), Cao Ly trở thành một thuộc quốc của nhà Nguyên. Quốc gia này phải thường xuyên triều cống cho triều đình Khanbaliq hàng năm, bao gồm cả việc cống nạp phụ nữ. Dưới triều Nguyên Thế Tổ Hốt Tất Liệt, Cao Ly đã sai sứ cống nạp cho nhà Nguyên tổng cộng 36 lần. Nhà Cao Ly phải chịu sự khống chế của nhà Nguyên trong gần một thế kỷ, mãi đến khi Cao Ly Cung Mẫn Vương (Kongmin wang, 공민왕, 恭愍王) lên nắm quyền vào năm 1350, ông bắt đầu bài trừ những ảnh hưởng của nhà Nguyên.
Vào những năm Chí Chính, nhà Nguyên đã khủng hoảng suy yếu. Cung Mẫn Vương đã nhân cơ hội này để cải tổ lại triều đình và thanh trừ mọi ảnh hưởng của nhà Nguyên lên Cao Ly. Hành động đầu tiên ông là cho bãi chức tất cả những quần thần văn võ trong triều có tư tưởng thân Nguyên. Sau đó Cung Mẫn Vương đem quân đến các vùng lãnh thổ của Cao Ly ở phía Bắc, nơi mà quân Nguyên đã chiếm đóng và biến thành hai phủ của Đế quốc Nguyên: Song Thành (Ssangsŏng Ch'onggwanbu, 쌍성총관부, 雙城摠管府, Song Thành Tổng quản phủ) và Đông Ninh (Tongnyŏngbu, 동녕부, 東寧府, Đông Ninh phủ) - tương ứng với vị trí của hai tỉnh Bắc Hamgyong và Bắc Pyongan ngày nay. Quân Cao Ly nhanh chóng tái chiếm hai phủ này nhờ vào sự quy hàng của Lý Tử Xuân (Yi Cha-ch'un, 이자춘, 李子春) - một viên tiểu tướng người Cao Ly phục vụ trong hàng ngũ quân Nguyên tại Song Thành - và con trai ông ta Lý Thành Quế (Yi Sŏnggye, 이성계, 李成桂), qua đó giành lại được độc lập từ tay Đế quốc Mông Cổ sau hơn 100 năm lệ thuộc.

### Khởi nghĩa loạn lạc

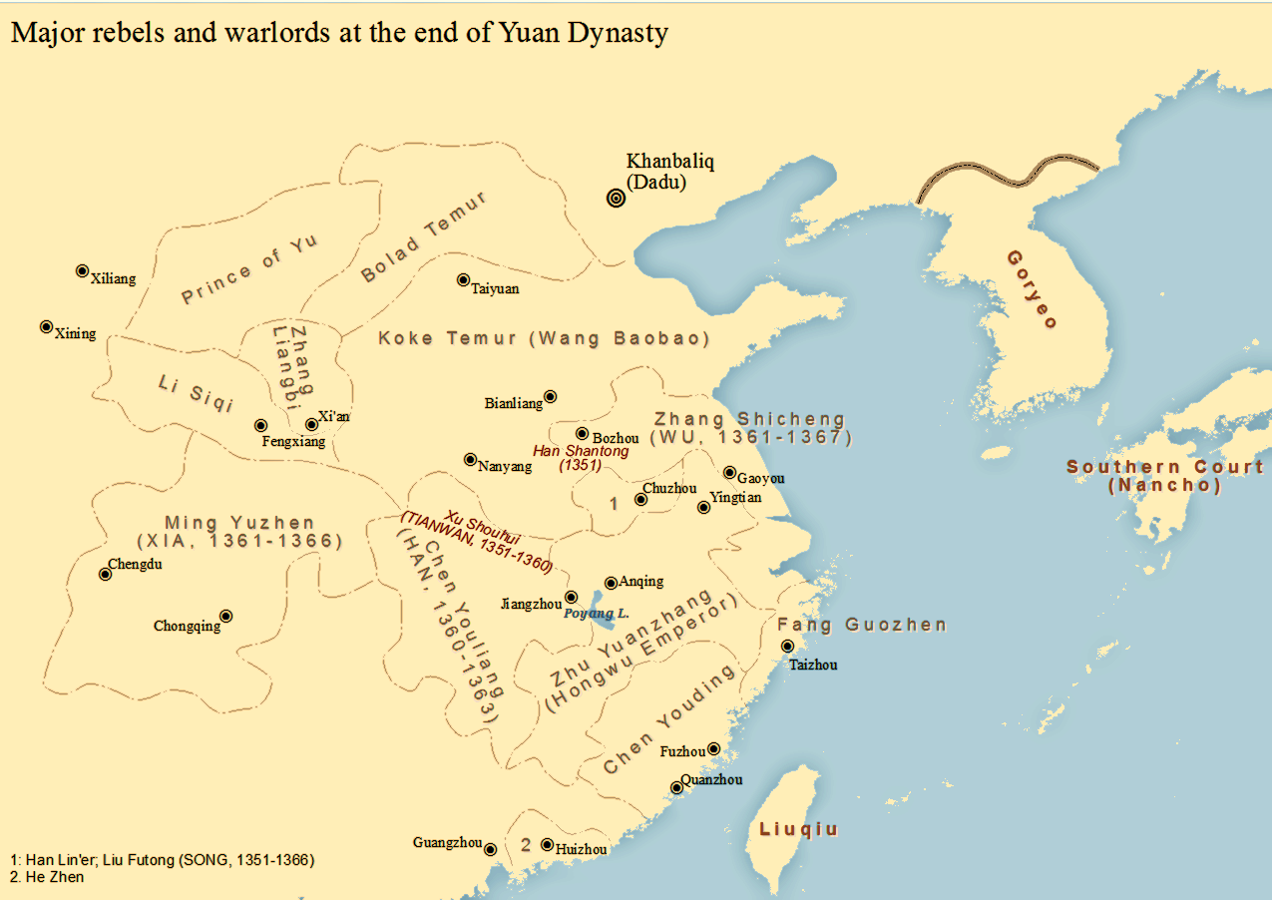
Các quân phiệt, lãnh chúa cát cứ trên lãnh thổ Trung Hoa cuối thời Nguyên (1363).

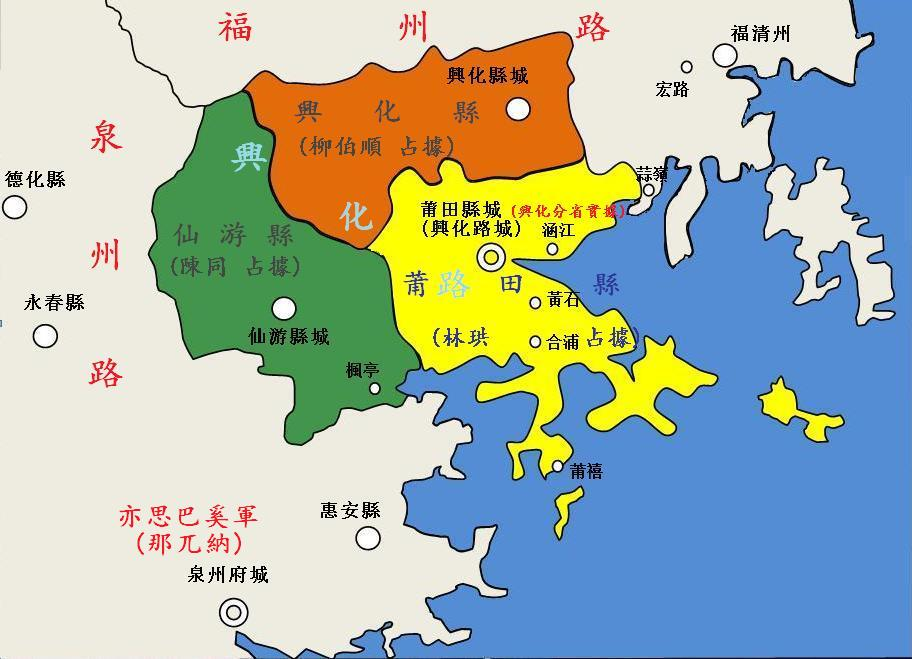
Hsing-hua, năm 1362, thời Nguyên. Rất nhiều phần của Phủ Điền bị kiểm soát bởi các quân phiệt người Hán.

Từ cuối những năm 1340, người dân ở các vùng nông thôn bị thiên tai thường xuyên; hạn hán, lũ lụt và nạn đói liên tục xảy ra. Nước sông Hoàng Hà liên tục dâng cao, gây nạn ngập lụt và làm tê liệt đường thủy. Việc triều đình đưa ra những chính sách thiếu hiệu quả đã dẫn đến mất đi sự ủng hộ từ người dân. Những người buôn bán muối bất hợp pháp bị ảnh hưởng bởi sự độc quyền muối của triều đình đã cùng nhau nổi dậy vào năm 1348, gây ra nhiều cuộc nổi dậy trên khắp đất nước. Nổi bật nhất là cuộc nổi loạn của quân Khăn Đỏ (còn gọi là quân Hồng Cân), bùng nổ vào năm 1351 và trở thành một cuộc khủng hoảng chính trị toàn quốc.
Khởi nghĩa Khăn Đỏ do Hàn Sơn Đồng và Lưu Phúc Thông lãnh đạo nổ ra, số lượng nghĩa quân lên tới hàng vạn người. Khởi nghĩa còn chưa bắt đầu thì huyện lệnh phái binh đến tiễu, Sơn Đồng bị bắt giết. Lưu Phúc Thông huy động nghĩa quân liều chết phá vây, vào ngày 3 tháng 5 năm đó đánh chiếm Dĩnh châu, cuộc khởi nghĩa Khăn Đỏ từ đó chính thức bùng nổ. Lưu Phúc Thông đánh bại quan quân đến trấn áp, nhanh chóng chiếm cứ nhiều thành, trấn nay thuộc An Huy, Hà Nam. Tháng 2 năm 1355, Lưu Phúc Thông đón con trai Hàn Sơn Đồng là Hàn Lâm Nhi ở trại Giáp Hà, núi Nãng; tôn lên làm vua, đặt quốc hiệu là Đại Tống. Tháng 5 năm 1358, Lưu Phúc Thông hạ được Biện Lương, đưa Hàn Lâm Nhi về đây.
Nhân dịp Lưu Phúc Thông nổi dậy, nhiều thế lực khởi loạn khác như Lý Nhị ở Từ Châu, Phương Quốc Trân ở Thái Châu, Từ Thọ Huy ở Kỳ Châu, Quách Tử Hưng ở Hào Châu cũng nổi dậy hưởng ứng theo. Trương Sĩ Thành người đất Thái Châu cũng đứng lên khởi nghĩa, tự xưng là Thành Vương, đặt quốc hiệu là Đại Chu, sau đó chiếm lấy vùng Giang Nam rộng lớn. Ở đất Tứ Xuyên, Lũng Thục Vương là Minh Ngọc Trân li khai triều đình và tự xưng đế, lấy quốc hiệu là Đại Hạ, đóng đô tại Trùng Khánh. Minh Ngọc Trân nhiều lần giao chiến với lực lượng quân Nguyên ở Vân Nam nhưng không chiếm nổi Vân Nam.
Các tướng nhà Nguyên như Thoát Thoát, Sát Hãn Thiếp Mộc Nhi, Bột La Thiếp Mộc Nhi liên tục được triều đình phái đi đánh dẹp quân khởi nghĩa. Trong giai đoạn đầu, bọn họ tỏ ra thắng thế, đánh cho nghĩa quân Khăn Đỏ tan tác, liên tiếp được thăng chức. Tuy nhiên, Huệ Tông lại đem lòng nghi kị Thoát Thoát, do ông ta từng phản đối mình lập Ái Du Thức Lý Đạt Lạp làm Thái tử, điều này làm phật ý cả Thái tử và Kỳ hoàng hậu. Năm 1352, Thoát Thoát được Huệ Tông cử đi đánh dẹp quân Khăn Đỏ ở Từ Châu. Đánh thắng được quân khởi loạn, ông ta được triều đình phong lên tước Thái sư. Tuy nhiên, đến năm 1354, khi Thoát Thoát lại dẫn đầu một đội quân lớn để trấn áp lực lượng của Trương Sĩ Thành ở Cao Bưu, Huệ Tông đã nghe theo lời gièm pha và cách chức Thoát Thoát vì tội tham nhũng, bất chấp ông ta sắp thắng trận. Thoát Thoát bị lưu đày đến Vân Nam và sang năm sau thì bị hạ độc mà chết. Điều này dẫn đến việc khôi phục quyền lực của Hoàng đế nhưng cũng là nguyên nhân dẫn đến sự suy yếu nhanh chóng của chính quyền trung ương. Vì vậy, Huệ Tông không có lựa chọn nào khác ngoài việc dựa vào lực lượng của các lãnh chúa địa phương, để tiếp tục đánh dẹp cuộc khởi nghĩa.
Trước sự đàn áp của nhà Nguyên, cuộc khởi nghĩa Khăn Đỏ bị phân tán ra hai chiến trường phía Bắc và phía Nam sông Trường Giang. Trong đó, lực lượng phía Bắc chỉ trụ được đến năm 1363 thì bị triều đình trấn áp thành công. Sát Hãn Thiếp Mộc Nhi trong chiến dịch dẹp loạn bất ngờ bị nghĩa quân lừa giết, con là Khoách Khuếch Thiếp Mộc Nhi thay cha bình định được Sơn Đông năm 1362. Ngoài ra Trương Sĩ Thành ở Giang Nam cũng quyết định hàng Nguyên khi lãnh thổ của ông bị đối thủ Chu Nguyên Chương uy hiếp dữ dội. Được triều đình bảo vệ, Sĩ Thành đã trở thành một công cụ trấn áp khởi nghĩa nông dân của nhà Nguyên. Tháng 2 năm 1363, Trương Sĩ Thành tập kích An Phong để tiêu diệt Lưu Phúc Thông. Phúc Thông cầu cứu Chu Nguyên Chương, Nguyên Chương đích thân đem đại quân đi cứu, nhưng chưa đến thì thành đã vỡ, Lưu Phúc Thông được cho là đã tử trận. Đến lúc này, Sĩ Thành khống chế một khu vực rộng lớn ở Giang Nam, có mấy chục vạn binh mã. Đến tháng 9 cùng năm, sau nhiều lần thỉnh cầu nhà Nguyên phong vương đều bị cự tuyệt, Sĩ Thành cắt quan hệ với triều đình, tự lập làm Ngô vương.
Do cha mình Sát Hãn đã có hiềm khích từ trước với Bột La Thiếp Mộc Nhi, Khoách Khuếch Thiếp Mộc Nhi sau khi bình định được nghĩa quân ở miền bắc lại bị cuốn vào cuộc xung đột quân sự với ông ta, mấy lần giao chiến ở khoảng giữa Thái Nguyên – Đại Đồng. Điều này khiến nhà Nguyên bỏ lỡ một cơ hội tốt để đàn áp dứt điểm lực lượng Khăn Đỏ, vì khi ấy các quân phiệt Giang Nam vẫn chưa đủ mạnh để đe dọa triều đình.

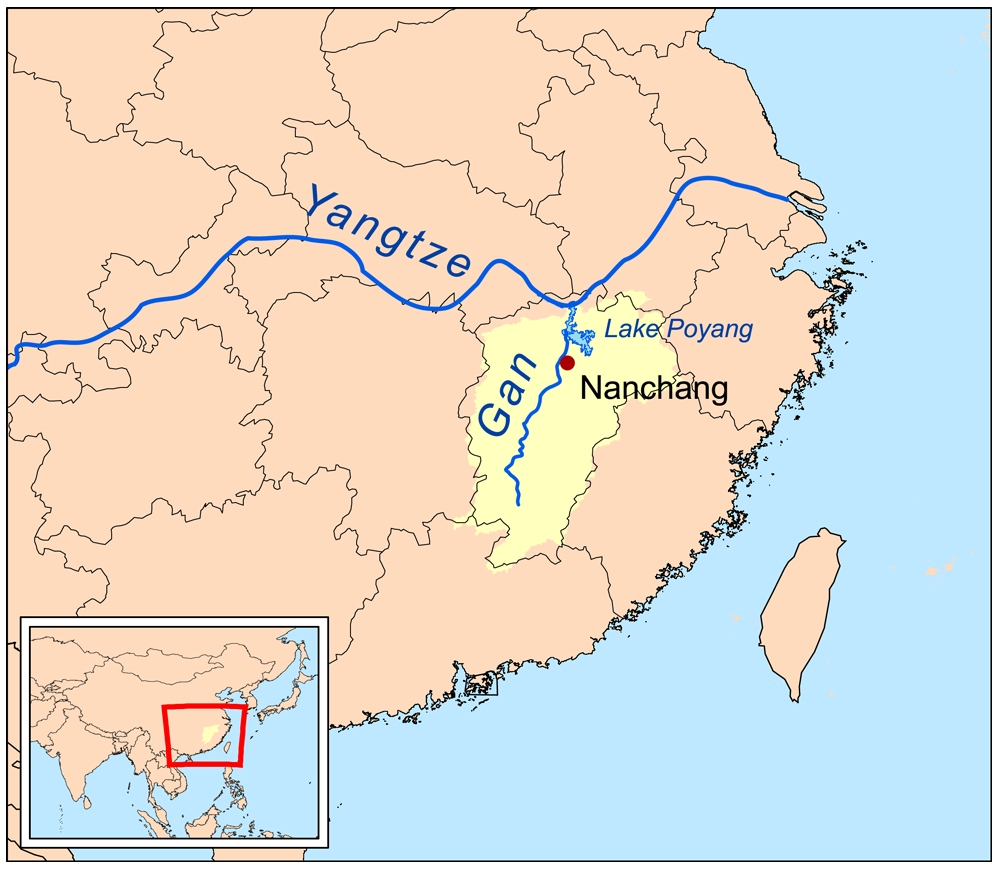
Vị trí hồ Bà Dương, nơi diễn ra trận thủy chiến quyết định giữa hai quân phiệt người Hán Chu Nguyên Chương và Trần Hữu Lượng năm 1363.

So với lực lượng phía Bắc, nghĩa quân phía Nam có lực lượng mạnh hơn bởi không phải chịu quá nhiều áp lực từ quân triều đình, thế lực của bọn địa chủ vũ trang cũng không thể vươn đến. Tuy nhiên, các thủ lĩnh trong nghĩa quân như Quách Tử Hưng và Từ Thọ Huy lại mâu thuẫn đánh giết lẫn nhau, dẫn đến một cuộc chiến tranh quân phiệt với quy mô lớn hơn. Năm 1355, Quách Tử Hưng mất, con rể là Chu Nguyên Chương thay Quách Tử Hưng nắm binh quyền, tiếp tục giao tranh với thủ lĩnh nghĩa quân đối địch là Từ Thọ Huy. Năm 1360, thủ hạ Trần Hữu Lượng làm phản giết Từ Thọ Huy rồi xưng đế, đặt quốc hiệu là Đại Hán. Sau nhiều cuộc giao chiến ác liệt giữa các quân phiệt, hai quân phiệt mạnh nhất là Chu Nguyên Chương và Trần Hữu Lượng cùng đối đầu với nhau để tranh giành quyền kiểm soát trên toàn bộ lãnh thổ của quân Hồng Cân cũ. Hai bên quyết chiến ở trận hồ Bà Dương năm 1363. Trận đánh kéo dài 3 ngày, kết thúc với việc hạm đội hơn trăm chiến thuyền của Trần Hữu Lượng bị đốt sạch, lực lượng 60 vạn quân của Trần Hữu Lượng bị đánh tan tác, bản thân ông cũng bị trúng tên mà chết. Nhờ trận thắng quyết định trước Trần Hữu Lượng - đối thủ nguy hiểm nhất, thế lực của Chu Nguyên Chương ngày một lớn mạnh.
Tháng 10 năm 1367, Chu Nguyên Chương đánh bại nốt lực lượng còn lại ở Giang Nam là Trương Sĩ Thành. Chiến thắng này giúp chính quyền của ông giành quyền kiểm soát toàn bộ các vùng đất ở bờ bắc và nam sông Dương Tử, thanh thế rất mạnh. Việc này khiến các thủ lĩnh nghĩa quân nhỏ nhanh chóng theo hàng. Tháng 12 năm 1367, khúc ca khải hoàn nổ ra tại Tô Châu, Chu Nguyên Chương tuyên bố xưng đế sau khi bình định được Giang Nam. Ông ta được đông đảo người Hán hưởng ứng và ủng hộ hết mình, họ quyết tâm lật đổ triều đình ngoại tộc thối nát tại Trung Nguyên. Sự nghiệp vĩ đại của nhà Nguyên mà Hốt Tất Liệt xây dựng đang có nguy cơ bị sụp đổ hoàn toàn.

### Rút chạy về Mông Cổ

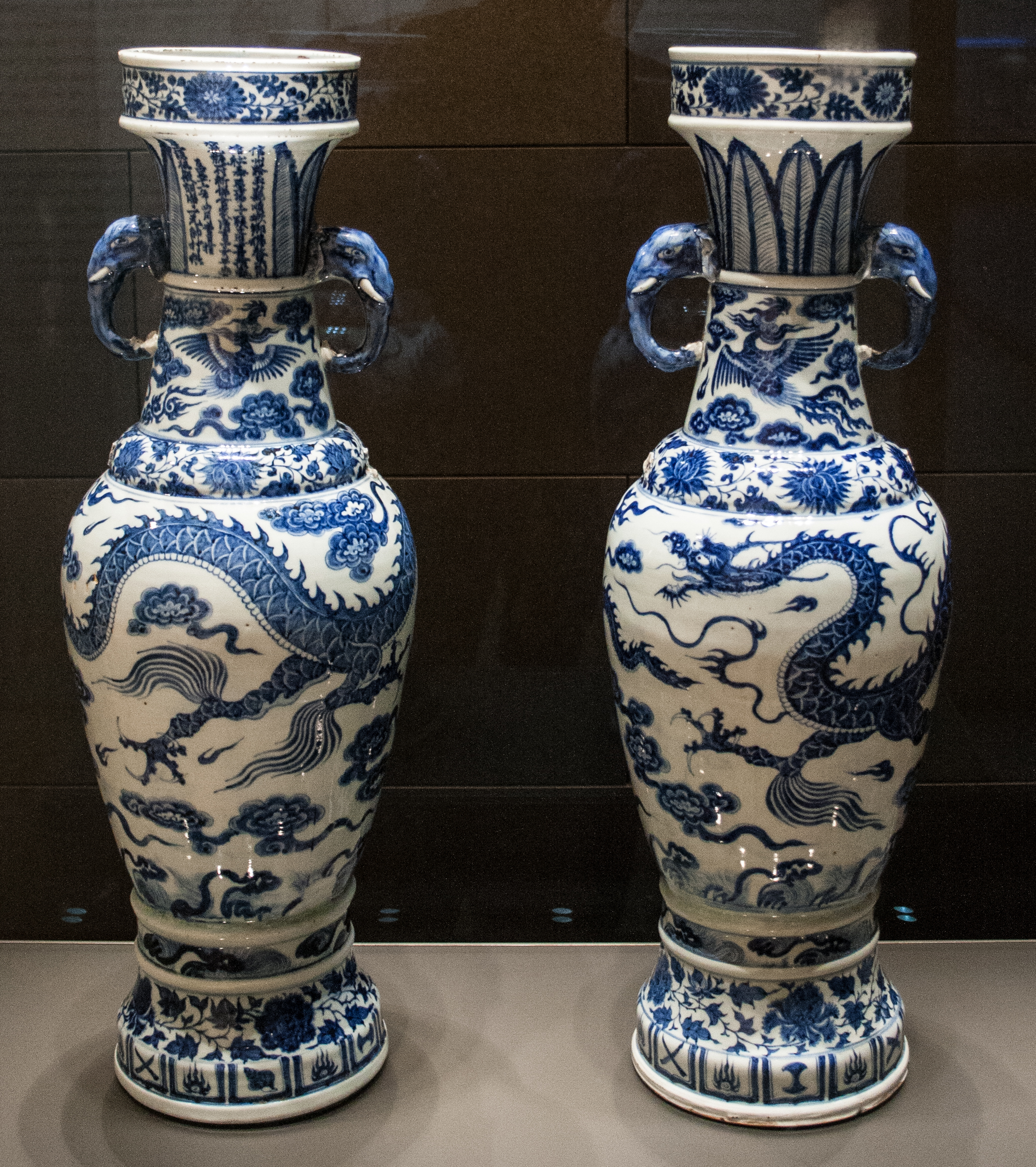
Cặp bình David có niên đại vào năm Chí Chính thứ 11 (1351), được trưng bày ở Bảo tàng Anh.

Năm 1368, Chu Nguyên Chương chính thức lên ngôi Hoàng đế ở Nam Kinh, đổi quốc hiệu là Đại Minh rồi sai tướng là Từ Đạt kéo 25 vạn quân Bắc tiến tấn công vào kinh đô nhà Nguyên.
Lúc này quân Minh đã hạ được Sơn Đông, thu lấy Đại Lương. Lương vương A Lỗ Ôn, cha của Sát Hãn, dâng Hà Nam đầu hàng. Thoát Nhân Thiếp Mộc Nhi thua chạy, còn các cánh quân khác đều tan rã, không ai chống cự. Quân Minh bức đến Đồng Quan, bọn Tư Tề hoảng sợ chạy về phía tây, còn bọn Mạch Cao, Quan Bảo bị Khoách Khuếch bắt giết vì trước đây làm phản mình. Nguyên Huệ Tông nghe tin, vội hạ chiếu quy tội cho Thái tử, bãi bỏ binh quyền của ông ta, khôi phục quan tước của Khoách Khuếch Thiếp Mộc Nhi, lệnh cho ông này cùng bọn Tư Tề tập trung thảo phạt quân Minh.
Một tháng sau, quân Minh bức đến Đại Đô. Biết đại thế đã mất, Nguyên Huệ Tông và đám quần thần vội vã kéo gia quyến bỏ Đại Đô chạy lên phía bắc. Khoách Khuếch cứu viện không kịp, tháng 8 năm 1368, quân Minh chiếm được Đại Đô và thiêu rụi kinh thành. Nhưng lúc đó Nguyên Huệ Tông đã về được đến Mông Cổ và tạm đóng quân ở Thượng Đô (sử cũ gọi là nhà Bắc Nguyên). Chính quyền Đại Nguyên ở Trung Quốc tồn tại được 97 năm cuối cùng đã bị diệt vong kể từ đây.
Khoách Khuếch đánh bại được tướng nhà Minh là bọn Thang Hòa ở Hàn Điếm. Nguyên Huệ Tông ở Khai Bình thấy vậy lệnh cho ông thu phục Đại Đô. Khoách Khuếch từ phía bắc ra khỏi Nhạn Môn, muốn từ Bảo An đi qua Cư Dung quan mà tấn công Bắc Bình. Tướng nhà Minh là bọn Từ Đạt, Thường Ngộ Xuân nhân đó tập kích Thái Nguyên buộc ông quay về cứu, không ngờ bộ tướng Khoát Tị Mã ngầm hàng Minh. Quân Minh cướp trại trong đêm, Khoách Khuếch hoảng hốt đưa 18 kỵ binh chạy về phía bắc. Sau khi quân Minh tiến vào Cư Dung quan, bọn Tư Tề kẻ đầu hàng người bỏ trốn, nhà Nguyên chỉ còn dựa vào Nạp Cát Xuất ở phía đông bắc và Khoách Khuếch ở phía tây bắc mà chống giữ.
Năm 1369, Từ Đạt lại mang quân Bắc tiến vào thảo nguyên Mông Cổ. Huệ Tông phải cầu viện đại tướng nước Cao Ly là Lý Thành Quế đem quân chặn bước tiến của Từ Đạt. Tuy nhiên, Lý Thành Quế do muốn quy thuận theo nhà Minh nên đã liên minh với quân của Từ Đạt. Thượng Đô cũng rơi vào sự chiếm đóng của Đại Minh, Huệ Tông phải chạy xa về phía bắc đến Ứng Xương, nằm ở Nội Mông Cổ ngày nay. Cứ thế đến sang năm sau (1370), Từ Đạt thừa cơ truy kích tiêu diệt các lực lượng cứu viện của Mông Cổ, đánh vào thủ đô Mông Cổ là Karakorum, bắt sống hàng ngàn quý tộc Mông Cổ. Quân của Từ Đạt đã tiến vào Transbaikalia (Ngoại Baikal) và thậm chí tiến xa hơn về phía bắc mà chưa có đội quân nào của Trung Quốc trước đó từng làm được.

## Qua đời
Năm Hồng Vũ thứ 3 (1370), ngày 28 tháng 4 (tức 23 tháng 5 dương lịch), Nguyên Huệ Tông lâm bệnh rồi qua đời ở Ứng Xương, thọ 50 tuổi. Kế nhiệm ông là Hoàng thái tử Ái Du Thức Lý Đáp Lạp, sử gọi là Nguyên Chiêu Tông. Ông là vị Hoàng đế nhà Nguyên sống thọ nhất kể từ sau Nguyên Thế Tổ Hốt Tất Liệt.
Vào thời điểm ông qua đời, dù đã để mất lãnh thổ Trung Quốc đại lục nhưng Đế quốc Mông Cổ vẫn còn duy trì ảnh hưởng của nó, lãnh thổ cai trị kéo dài từ Biển Nhật Bản đến dãy núi Altay. Vẫn còn những thế lực ủng hộ nhà Nguyên là lực lượng chống nhà Minh tại Vân Nam và Quý Châu và mãi đến năm 1381 mới bị đánh dẹp. Mặc dù sự kiểm soát của triều đình đối với toàn lãnh thổ Trung Quốc vẫn chưa được ổn định, nhà Minh cho rằng nhà Nguyên đã mất thiên mệnh khi triều đại này bỏ kinh đô Khanbaliq, và cuối cùng bị lật đổ năm 1368. Nhà Minh không xem Huệ Tông sau năm 1368 và người kế nhiệm Nguyên Chiêu Tông như những Hoàng đế hợp pháp của Trung Hoa nữa.
Nhà Minh đã gán cho ông thụy hiệu là Thuận Đế (順帝), ngụ ý rằng ông đã đi theo thiên mệnh để nhượng quyền đế chế của mình cho nhà Minh. Nhưng triều đại Bắc Nguyên đã tôn ông theo miếu hiệu là Huệ Tông (惠宗).

## Gia quyến
- Thân phụ: Nguyên Minh Tông Hòa Thế Lạt. Tạp sử truyện ghi ông là con trai của Tống Đế Hiển, vị hoàng đế thứ 16 của nhà Tống.
- Thân mẫu: Mại Lai Địch, Hãn Lộc Lỗ thị, người bộ tộc Cát La Lộc. Cha là Thiếp Mộc Điệt, dòng dõi A Nhi Tư Lan quận vương của Khách Lạt hãn quốc[10]. Sau được truy phong Trinh Dụ Huy Thánh Hoàng hậu (貞裕徽聖皇后).
- Kế mẫu: Bát Bất Sa, Nãi Mã Chân thị, Kế thất của Minh Tông. Bị Hoàng hậu của Văn Tông là Bốc Đáp Thất Lý lưu đày và xử tử.
- Hậu phi:

1. Phế Hoàng hậu Đáp Nạp Thất Lý, Khâm Sát thị, con gái Thái Bình vương Yên Thiếp Mộc Nhi. Được sách lập làm Trung cung vào năm 1333, bị phế và đuổi khỏi hoàng cung năm 1335 vì vụ việc anh cả Đường Kỳ Thế. Sau đó bị Thừa tướng Bá Nhan hạ độc, chết tại Khai Bình.
2. Đại Hoàng hậu Bá Nhan Hốt Đô, Hoằng Cát Lạt thị, con gái Dục Đức vương Bột La Thiếp Mộc Nhi và là cháu của Bá Nhan. Sách lập làm Trung cung vào năm 1337, mất vào năm 1365, vị trí Trung cung do Hoàn Giả Hốt Đô kế thừa.
3. Đại Hoàng hậu Hoàn Giả Hốt Đô, Túc Lương Hợp thị, nguyên họ Kỳ, người Cao Ly. Sách phong làm "Đệ nhị Hoàng hậu" vào năm 1340, Kế vị Trung cung sau khi Bá Nhan Hốt Đô qua đời. Năm 1368, theo Huệ Tông rời Đại Đô chạy lên Mạc Bắc, mất năm 1369.[11]
4. Tam Hoàng hậu Mộc Nạp Thất Lý, Hoằng Cát Lạt thị, sách phong làm "Tam Hoàng hậu" từ năm 1340, mất năm 1343 hoặc 1348[12].
5. Thục phi Long Thụy Kiều
6. Thục phi Trình Nhất Ninh
7. Thục phi Qua Tiểu Nga
8. Lệ tần Trương A Nguyên
9. Lệ tần Chi Kỳ Thị
10. Tài nhân Ngưng Hương Nhi
11. Tài nhân Anh Anh

- Hậu duệ:

1. Nguyên Chiêu Tông Ái Du Thức Lý Đạt Lạp [爱猷识理达腊], mẹ là Kỳ Hoàng hậu. Năm 1353 được lập làm Hoàng thái tử.
2. Bắc Nguyên Hậu chủ Thoát Cổ Tư Thiếp Mộc Nhi [脱古思帖木儿], mẹ không rõ. Do dùng niên hiệu Thiên Nguyên nên cũng được gọi là Nguyên Thiên Nguyên Đế.
3. Chân Kim [真金], mẹ là Bá Nhan Hốt Đô Hoàng hậu, mất lúc 2 tuổi , bị nghi ngờ là do Kỳ Hoàng hậu đầu độc.
4. Tuyết Sơn [雪山], mẹ là Bá Nhan Hốt Đô Hoàng hậu, Nguyên sử không ghi lại, chỉ thấy "Thang mộc tử" của Diệp Tử Kỳ nhà Minh. Năm 1364, Bột La Thiếp Mộc Nhi xuất binh tiến vào Đại Đô, định phế Hoàng Thái tử Ái Du Thức Lý Đạt Lạp, lập Tuyết Sơn làm Hoàng Thái tử. Năm 1365, Bột La Thiếp Mộc Nhi chết, Thái tử Ái Du Thức Lý Đạt Lạp sai Khoách Khuếch Thiếp Mộc Nhi vào kinh, ép Tuyết Sơn về đất Bắc Hải Đô[13].
5. Thất Ngốc Nhi Thái tử [失秃儿太子], mẹ không rõ, năm 1351 phụng mệnh đi Cao Ly[14] , lấy nữ tử Cao Ly làm phi.
6. Loan Loan Thái tử [峦峦太子], mẹ không rõ, năm 1353 phụng mệnh đi Cao Ly[14] , lấy nữ tử Cao Ly làm phi.

## Đánh giá
Tuy trong khoảng thời gian trị vì đầu, Huệ Tông có đưa ra các cải cách để trung hưng đất nước, nhưng càng về sau, ông lại càng xa xỉ, ăn chơi, bỏ bê việc nước, dẫn đến các mâu thuẫn xã hội có từ lâu ngày càng lớn, môt phần khiến nhà Nguyên sụp đổ. Sách Nguyên sử loại biên ghi rằng: Ông có tư chất thông minh, nhưng các quyết định của ông lại khá bừa bãi và thiếu chính xác, dẫn đến việc mất nước.

## Di sản
Trong các biên niên Mông Cổ như Erdeni-yin tobchi có bao gồm một bài thơ tên là Lời ca oán của Thỏa Hoan Thiết Mộc Nhĩ thể hiện sự đau buồn của ông sau khi Đại Đô thất thủ.

## Trong nghệ thuật và truyền thông
- Nhân vật Nguyên Huệ Tông được thể hiện qua diễn xuất của diễn viên Ji Chang-wook trong bộ phim truyền hình Hàn Quốc Empress Ki (2013)-MBC.